# Putoniessa galliensis
Putoniessa galliensis är en insektsart som beskrevs av Evans 1936. Putoniessa galliensis ingår i släktet Putoniessa och familjen dvärgstritar. Inga underarter finns listade i Catalogue of Life.